# 英國縱貫鐵路

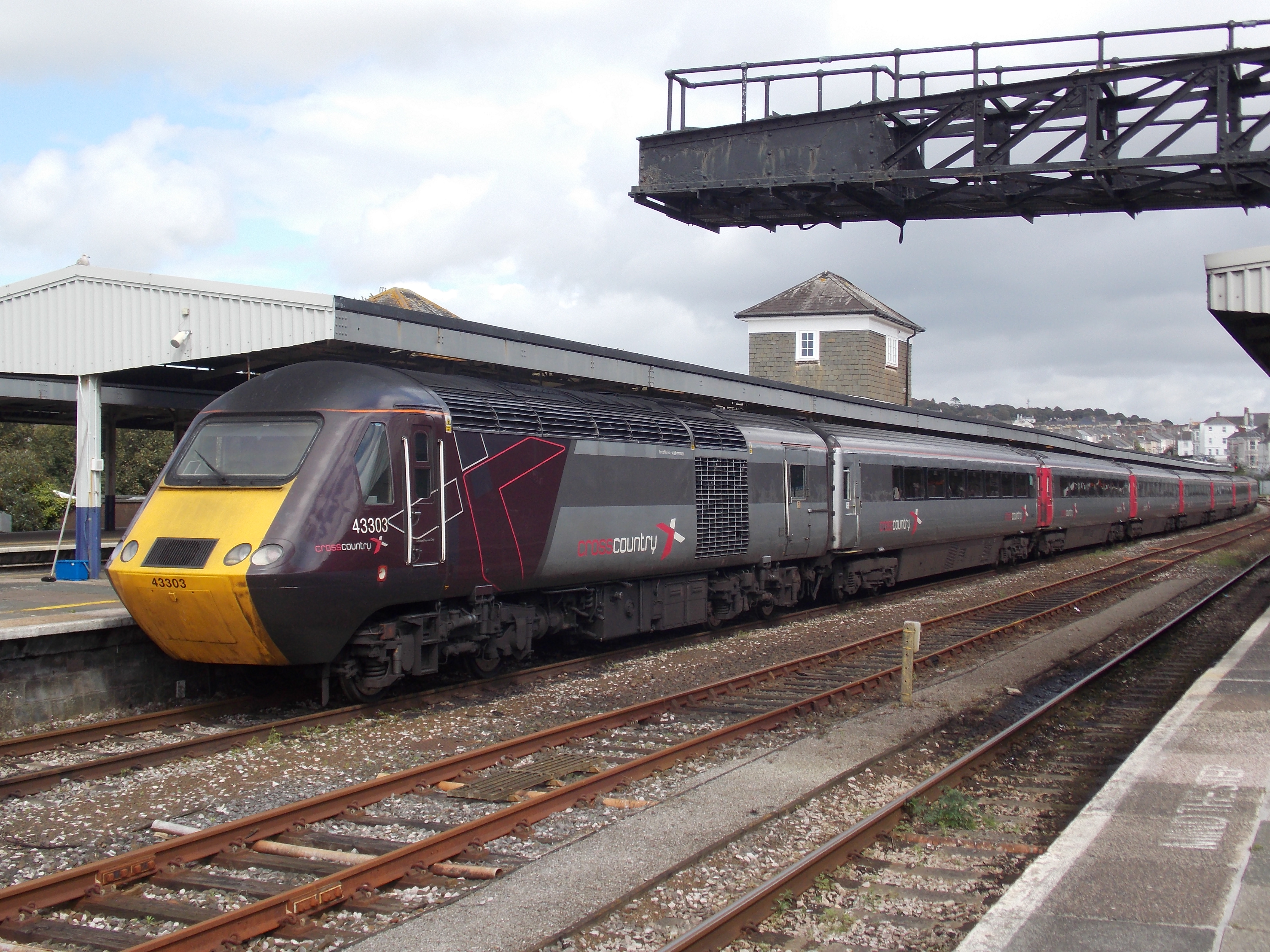
一輛英國縱貫鐵路列車

英國縱貫鐵路（英語：CrossCountry）是英國的一家鐵路客運公司。其所有者是Arriva英國列車公司。英國縱貫鐵路經營的客運服務里程是英國之冠，其範圍自蘇格蘭東北的阿伯丁至康沃爾郡的彭贊斯。英國縱貫鐵路是唯一一家沒有管理任何車站的鐵路專營權公司。英國縱貫鐵路的所有列車服務均停靠或將終點設在伯明罕新街站。

## 外部連結
- 官方網站 （页面存档备份，存于）